# Ramón Querales
Ramón Querales (Matatere, Estado Lara, 4 de mayo de 1937 – Barquisimeto, 2015) fue un escritor, cronista, poeta e historiador venezolano. Se destacó por su labor como cronista del Municipio Iribarren, en Barquisimeto y por su prolífica obra literaria y de investigación centrada en la historia local del estado Lara y la reivindicación de la herencia indígena.

## Biografía
Ramón Querales nació en el caserío de Matatere, perteneciente a la Parroquia Aguedo Felipe Alvarado del Municipio Iribarren, estado Lara. Desde temprana edad, se sintió orgulloso de su ascendencia de la etnia ayamán. Creció en La Turikía, cerca de Aguada Grande, en el municipio Urdaneta. Realizó estudios de primaria en la Escuela Pío Tamayo de Aguada Grande, y la secundaria en el Liceo Lisandro Alvarado de Barquisimeto. Inició estudios universitarios en la Universidad de Los Andes (ULA), pero no los culminó.
Durante más de 22 años, ejerció el cargo de cronista del Municipio Iribarren, al cual accedió por concurso de credenciales. A lo largo de su carrera, Querales abordó diversos géneros literarios, incluyendo la crónica, la historia, el teatro y las culturas indígenas. Durante más de veinte años, mantuvo una columna semanal en la prensa local "El Impulso", titulada "Caminito que un día", en la que exploraba temas de historia local y reivindicaba la memoria de los pueblos originarios.
Querales también se desempeñó como investigador en el Centro de Estudios Latinoamericanos Rómulo Gallegos (CELARG), la Universidad Centro Occidental Lisandro Alvarado (UCLA), Fundacultura, el Congreso Nacional, la Biblioteca Nacional y la Academia Nacional de la Historia.
Falleció en Barquisimeto en 2015, dejando un importante legado literario e histórico para el estado Lara y Venezuela.

## Obra
La obra de Ramón Querales abarca más de 70 títulos, entre poemarios, ensayos, antologías, trabajos bibliohemerográficos y de historia municipal. Entre sus obras más destacadas se encuentran:
- Aguas Negras

- Exiliado del Alba

- La Guaroa

- Habitación del Olvido

- Escombros

- Jóvenes poetas de Lara

- Pájaro de amor por tierra

- Poetas y narradores de Lara

- Letras Secretas

- Guaroa

- No Pronuncio Tu Nombre

- Reparaciones a la historiografía del estado Lara

## Reconocimientos
- Premio de Literatura Antonio Arraiz, mención ensayo, del Municipio Iribarren.

- Cinco premios nacionales de poesía.

- Un premio estatal de poesía.

- Homenaje en la Feria Internacional del Libro de Venezuela (FILVEN).

- Homenaje en el Festival Mundial de Poesía de Venezuela.

## Legado
Ramón Querales fue un intelectual comprometido con la difusión de la historia y la cultura del estado Lara. Su labor como cronista, escritor e investigador contribuyó a preservar la memoria colectiva de la región y a reivindicar la identidad de sus pueblos originarios. Su obra constituye un valioso legado para las futuras generaciones de venezolanos.